# Daxiatitan binglingi
Il daxiatitan (Daxiatitan binglingi) è un dinosauro erbivoro appartenente ai sauropodi. Visse nel Cretaceo inferiore (circa 120 milioni di anni fa) e i suoi resti sono stati ritrovati in Cina.

## Descrizione
Conosciuto per uno scheletro molto incompleto comprendente alcune vertebre cervicali, una scapola e un osso della coscia (femore), questo dinosauro è stato descritto per la prima volta nel 2008. Le dimensioni delle ossa erano impressionanti, e suggeriscono che l'animale possedesse un collo eccezionalmente lungo e robusto; l'aspetto doveva essere piuttosto simile a quello di altri dinosauri vissuti in Asia più o meno nello stesso periodo (Euhelopus, Erketu), ma le dimensioni dovevano essere ben maggiori: Daxiatitan potrebbe essere stato lungo più di 25 metri e quindi uno dei più grandi dinosauri asiatici.

## Classificazione
I fossili di Daxiatitan sono relativamente scarsi, ma hanno permesso ai paleontologi di stabilire che questo animale apparteneva ai macronari, un gruppo di dinosauri sauropodi sviluppatosi nel Giurassico con forme come Camarasaurus e Brachiosaurus, ma diffusosi in prevalenza nel Cretaceo (con i titanosauri) e che ha dato vita a forme gigantesche. Daxiatitan sembrerebbe essere stato uno stretto parente del già citato Euhelopus e di Huanghetitan, un altro sauropode di dimensioni colossali.
I fossili sono stati ritrovati nel bacino di Lanzhou (provincia di Gansu), dove sono stati ritrovati altri sauropodi giganteschi e anche enormi ornitopodi (Lanzhousaurus).